# Entraide Union
 (mars 2014).
L'Entraide Union, est une association loi de 1901. Elle a été créée le 7 avril 1954 à l'initiative d'enseignants syndicalistes, par la Mutuelle Accident Élèves de la Région Parisienne (MAE-RP), elle-même issue des Autonomes de solidarité laïque.
Le lien avec l'Éducation nationale est une constante de l'histoire de l'association. Au cours de son évolution, elle s'est profondément transformée. D'abord en devenant une association gestionnaire d'établissements médico-sociaux. Ensuite, elle a acquis son autonomie puis son indépendance par rapport à la MAE-RP (1996).
L'association a reçu l'agrément du ministère de l’Éducation nationale, au titre des associations éducatives complémentaires de l'enseignement public (Bulletin officiel no 24 du 17 juin 2010).
A sa création l'association se nommait Entraide Universitaire. Le 24 juin 2021 l'association a officiellement changé de nom pour Entraide Union (annonce du 1er juillet 2021) afin de mieux coller à la réalité de ses interventions.

## Organisation
Elle est composée d'adhérents qui se réunissent au moins une fois par an en Assemblée générale (AG). Elle est administrée par un Conseil d'administration (CA) élu par l'Assemblée générale. Le Conseil d'administration désigne parmi ses membres un Bureau constitué d'un président, de vice-présidents, d'un secrétaire général et de deux secrétaires adjoints, d'un trésorier et d'un trésorier adjoint. L'Assemblée générale et le conseil d'administration ont un rôle décisionnaire, le Bureau a un rôle exécutif. Les administrateurs sont bénévoles.
Des administrateurs référents sont, d'une part, affectés à chaque établissement et participent au Conseil de la Vie Sociale. D'autre part, ils président et animent des commissions thématiques.
Le siège social anime, accompagne et évalue le réseau diversifié d'établissements et de services de l'association dans un contexte d'expertise. Il est l'interface entre les orientations décidées par les instances statutaires et les projets des établissements.
L'Entraide Union s'est dotée en 2020 d'un Projet associatif, document de référence pour les acteurs de l’association, qui décline les valeurs fondamentales et fondatrices de l’association. Il constitue une feuille de route pour les équipes professionnelles qui le déclinent au niveau local dans leurs projets d’établissements/services puis au niveau individuel, dans la construction des projets personnalisés des personnes accompagnées.

## Public
L'Entraide Union prend en charge et accompagne le nouveau-né, l’enfant, l’adolescent et l’adulte, handicapé ou en difficulté sociale.

## Les établissements et services médico-sociaux
Les établissements et services se singularisent à travers plusieurs champs de compétences dans les domaines du social, du médico-social et du sanitaire. L'Entraide Union compte près de 60 établissements et plus de 1300 salariés (au 12/07/2021). Ils sont localisés dans les départements suivants : Paris, Yvelines, Essonne, Hauts-de-Seine, Seine-Saint-Denis, Val-de-Marne, Val-d'Oise, Ain, Allier, Haute-Loire.

### Services pour adultes
- Entreprise Adaptée (EA)
- Établissement d'accueil non médicalisé (EANM)
- Établissement et service d’aide par le travail (ESAT) anciennement Centre d'Aide par le Travail (CAT)
- Foyers d’hébergement
- Maison d’accueil spécialisée (MAS)
- Maintien dans l'emploi (Entraide Emploi)
- Service d'accompagnement à la vie sociale (SAVS)

### Services pour enfants et adolescents
- Centres d’action médico-sociale précoce (CAMSP)
- Centre médico-psycho-pédagogique (CMPP)
- Externats médico-pédagogiques (EMP)
- Hôpital de jour
- Instituts médico-pédagogiques (IMP)
- Instituts médico-éducatifs (IME)
- Instituts médico-professionnels (IMPro)
- Instituts thérapeutiques, éducatifs et pédagogiques (ITEP)
- Maisons d’enfants à caractère social (MECS)
- Placement familial (PFS)
- Service d’adaptation progressive en milieu naturel (SAPMN)
- Services d’éducation spécialisée et de soins à domicile (SESSAD)

## Le Café Signes
Le Café Signes, situé avenue Jean Moulin dans le 14e arrondissement de Paris, a été inauguré le 4 juin 2003 en présence de nombreuses personnes sourdes et des personnalités politiques ou associatives.
Ce premier café-restaurant à Paris tenu et fréquenté conjointement par des personnes sourdes et des personnes entendantes, a été conçu autour du thème de la communication, notamment grâce au langage des signes. L'objectif étant, d'une part d'éviter un lieu communautaire, d'autre part de permettre aux entendants d'entrer en communication avec les sourds et inversement. Un livret, comme la couverture de la carte, fourni l'essentiel de la langue des signes ce qui permet, par exemple, de dire "Bonjour" ou de commander un café.
Le café est l'aboutissement d'une action menée depuis plusieurs années par l'ESAT Jean-Moulin, sorte d'atelier pour certains de ses résidents.